# Oliver Hart
Oliver Simon D'Arcy Hart (9 de octubre de 1948) es un economista estadounidense de origen británico.
Ocupa la cátedra Andrew E. Furer de economía en la Universidad de Harvard. Junto con Bengt R. Holmström, fue laureado con el Premio del Banco de Suecia en Ciencias Económicas en memoria de Alfred Nobel en 2016 «por sus contribuciones a la teoría del contrato».

## Biografía
Nacido en Inglaterra, los padres de Oliver Hart fueron Philip D'Arcy Hart, un influyente investigador médico de Gran Bretaña, y Ruth Mayer, ginecóloga. Su padre era un importante miembro de la familia noble judía Montagu (el bisabuelo de Oliver fue Samuel Montagu, Barón de Swaythling), y su madre también era judía.
Hart es un ciudadano estadounidense y judío. Está casado con la escritora Rita B. Goldberg, profesora de literatura de Harvard y autora de un libro de memorias de la segunda generación del Holocausto titulado Motherland: Growing Up With the Holocaust. Tienen dos hijos y dos nietos.
Hart obtuvo su B. A. en matemáticas en el King's College de Cambridge, en 1969 (entre otros, coincidió con el exgobernador del Banco de Inglaterra Mervyn King), su M. A. en economía en la Universidad de Warwick , en 1972, y su Ph. D. en economía en la Universidad de Princeton en el año 1974. Luego se convirtió en un investigador en el Churchill College de Cambridge, y profesor en la London School of Economics. En 1984, regresó a los Estados Unidos, donde enseñó en el Instituto Tecnológico de Massachusetts y, desde 1993, en la Universidad de Harvard. Fue presidente del departamento de economía de la Universidad de Harvard  de 2000 a 2003. Es miembro de la Academia Estadounidense de las Artes y las Ciencias, de la Econometric Society, de la American Finance Association, de la Academia Británica, y de la Academia Nacional de Ciencias. Ha sido presidente de la American Law and Economics Association y vicepresidente de la American Economic Association, y cuenta con varios doctorados honoris causa.

## Vida académica
Hart es un experto en teoría del contrato, teoría de la empresa, finanzas corporativas, y ley y economía. Su investigación se centra en el papel que la estructura de la propiedad y los acuerdos contractuales desempeñan en la gobernanza y los límites de las empresas. Ha utilizado su trabajo teórico sobre las empresas en dos casos legales ejerciendo como experto asesor (Black and Decker v. U.S.A. y WFC Holdings Corp. (Wells Fargo) v. U.S.A.).

### Libros
- Firms, Contracts, and Financial Structure (Oxford University Press, 1995).

### Artículos seleccionados
- «On the Optimality of Equilibrium when the Market Structure is Incomplete.» Journal of Economic Theory, diciembre 1975, 418-443
- «Takeover Bids, the Free-rider problem, and the Theory of the Corporation.» (Con Sanford J. Grossman.) Bell Journal of Economics, primavera de 1980, 42-64
- «An Analysis of the Principal–Agent Problem.» (Con Sanford J. Grossman.) Econometrica (enero de 1983) 7-46.
- «The Market Mechanism as an Incentive Scheme.» Bell Journal of Economics, 14 (otoño de 1983) 366-82.
- «The Costs and Benefits of Ownership: A Theory of Vertical and Lateral Integration.» (Con Sanford J. Grossman), Journal of Political Economy, agosto de 1986, 691-719.
- «One Share-One vote and the Market for Corporate Control.» (Con Sanford J. Grossman.) Journal of Financial Economics, 1988
- «Incomplete Contracts and Renegotiation.» (Con John Hardman Moore.) Econometrica 56(4) (julio de 1988).
- «Property Rights and the Nature of the Firm.» (Con John Hardman Moore), Journal of Political Economy 98(6) (1990).
- «A Theory of Debt Based on the Inalienability of Human Capital.» (Con John Hardman Moore.) Quarterly Journal of Economics, noviembre de 1994, 841-879
- «The Proper Scope of Government: Theory and an Application to Prisons.» (Con Andrei Shleifer y Robert W. Vishny.) Quarterly Journal of Economics 112(4) (1997) 1126-61.
- «Contracts as Reference Points.» (Con John Hardman Moore.) Quarterly Journal of Economics, febrero de 2008, 1-48.